# Jordi Nieva-Fenoll
Jordi Nieva-Fenoll   (Barcelona, 29 de setembre de 1970) és un catedràtic de Dret Processal de la Universitat de Barcelona català. Ha publicat diversos llibres sobre Dret i nombrosos articles analitzant el conflicte entre Catalunya i l'Estat espanyol i les tensions que es generen entre els representants polítics i el poder judicial. Crític amb els intel·lectuals «que van abdicar de la seva tasca de cridar l'atenció sobre els errors dels diversos poders polítics de l'Estat», ha qüestionat que un referèndum pactat sigui la solució al pols entre Catalunya i l'Estat, a la vegada que ha alertat sobre els perills del populisme i ha emplaçat al diàleg institucional dins de la democràcia.
Nieva-Fenoll ha col·laborat en diferents mitjans de comunicació com a autor d'articles i com a convidat. A partir dels judicis derivats del procès independentista català va realitzar una sèrie d'articles pel diari El Periódico on, des de la distància ideològica amb l'independentisme, posa en dubte l'actuació de les altes instàncies judicials espanyoles considerant la possibilitat que s'haguessin vulnerat drets de les persones processades, així com qüestionant la tipificació dels delictes pels quals se'ls acusava.

## Obra publicada
- El origen de la justicia.  València: Tirant lo Blanch, 2023. ISBN 9788411971645.[7]
- El hombre que mató a Liberty Valance: un alegato por la democracia y la libertad.  València: Tirant lo Blanch, 2020. ISBN 978-84-1355-643-7.
- Orden europea de investigación y prueba transfronteriza en la Unión Europea.  València: Tirant lo Blanch, 2019. ISBN 978-84-1313-618-9.
- Derecho procesal:introducción, proceso civil, proceso penal (Editorial Tirant Lo Blanch, 2019)
- Inteligencia artificial y proceso judicial. Madrid: Marcial Pons, Ediciones Jurídicas y Sociales, S.A, 2018. ISBN 978-84-9123-583-5.
- La ciencia jurisdiccional: novedad y tradición. Madrid: Marcial Pons, 2016. ISBN 978-84-9123-160-8.
- Identificaciones fotográficas y en rueda de reconocimiento: un análisis desde el derecho procesal penal y la psicología del testimonio. Madrid: Marcial Pons, 2014. ISBN 978-84-15948-59-9.
- La duda en el proceso penal. Madrid: Marcial Pons, Ediciones Juridicas y Sociales, 2013. ISBN 978-84-15664-67-3.
- Fundamentos de derecho procesal penal. Madrid: Edisofer, 2012. ISBN 978-84-15276-06-7.
- La valoración de la prueba. Madrid: Marcial Pons, 2010. ISBN 978-84-9768-757-7.
- Jurisdicción y proceso: estudios en ciencia jurisdiccional. Madrid: Marcial Pons, 2009. ISBN 84-9768-648-9.
- Enjuiciamiento "prima facie": aproximación al elemento psicológico de las decisiones judiciales. Barcelona: Atelier, 2007. ISBN 978-84-96758-09-4.
- La cosa juzgada. Barcelona: Atelier, 2006. ISBN 84-96354-74-1.
- La sustitución procesal. Madrid: Marcial Pons, 2004. ISBN 84-9768-097-9.
- El recurso de casación civil. Barcelona: Editorial Ariel, 2002. ISBN 84-344-3230-7.
- La incoación de oficio de la instrucción penal. Barcelona: J.M. Bosch Editor, 2001. ISBN 84-7698-635-1.
- El hecho y el derecho en la casación penal. Barcelona: J.M. Bosch, 2000. ISBN 84-7698-594-0.
- El recurso de casación ante el Tribunal de Justicia de las Comunidades Europeas. Barcelona: José María Bosch Editor, 1998. ISBN 84-7698-462-6.